# Kammerunion Elbe/Oder
Die Kammerunion Elbe/Oder, kurz KEO, ist ein nicht eingetragener Verein, in dem seit dem Jahr 2000 polnische, tschechische und deutsche Industrie- und Handelskammern gemeinsam ihre Interessen vertreten. In den beteiligten Kammerbezirken lebten im Jahr 2010 37,6 Mio. Menschen, rund 7,5 % der EU-Bevölkerung. Der Gesamtwert der in diesem Gebiet erwirtschafteten Waren und Dienstleistungen betrug im Jahr 2008 716,6 Mrd. Euro, was 5,7 % des Bruttoinlandprodukts der EU entsprach.

## Ziele der Kammerunion Elbe/Oder

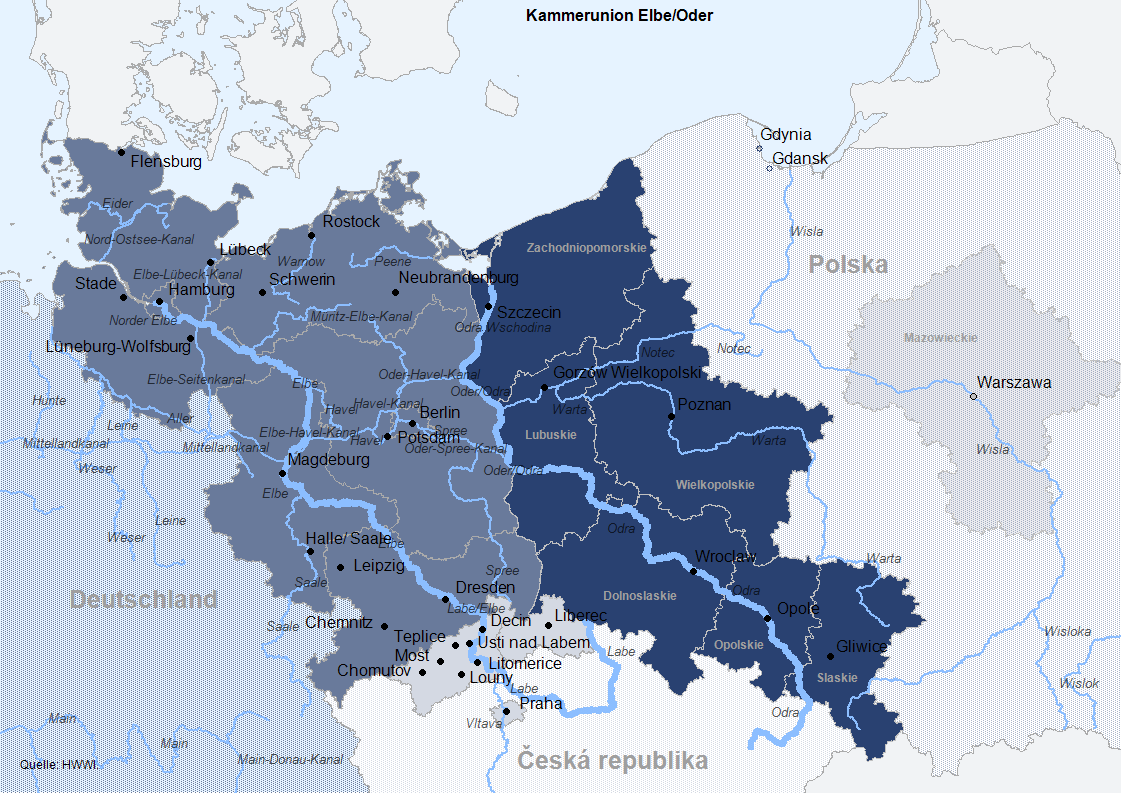
KEO-Elbe-Oder-Region

Die Ziele der KEO sind die wirtschaftliche Integration der Länder Polen, Tschechien und Deutschland voranzutreiben und die Interessen der regionalen Wirtschaft auf europäischer Ebene zu vertreten. Schwerpunkte sind der Ausbau der Verkehrsinfrastruktur, die weiterhin durch die Folgen der Teilung Europas im 20. Jahrhundert beeinträchtigt ist. Die KEO befürwortet die Zusammenführung der unterschiedlichen nationalen Verkehrssysteme, die Entwicklung multimodaler Schnittstellen und der Ausbau von grenzüberschreitenden Land- und Wasserverkehrswegen.

## Mitgliedschaft und Mitglieder
In der Kammerunion Elbe/Oder wird zwischen ordentlichen und assoziierten Mitgliedschaften unterschieden.

### Ordentliche Mitgliedschaft
Die ordentliche Mitgliedschaft steht allen Industrie- und Handelskammern sowie Wirtschaftskammern offen, deren Bezirk im Einzugsbereich des mitteleuropäischen Binnenwasserstraßennetzes von Elbe und Oder liegt.

#### Ordentliche Mitglieder aus Deutschland
- Industrie- und Handelskammer Berlin
- Industrie- und Handelskammer Cottbus
- Industrie- und Handelskammer Dresden
- Handelskammer Hamburg
- Industrie- und Handelskammer Halle-Dessau
- Industrie- und Handelskammer zu Leipzig
- Industrie- und Handelskammer zu Lübeck
- Industrie- und Handelskammer Lüneburg-Wolfsburg
- Industrie- und Handelskammer Magdeburg
- Industrie- und Handelskammer Ostbrandenburg
- Industrie- und Handelskammer Potsdam
- Industrie- und Handelskammer zu Rostock
- Industrie- und Handelskammer zu Schwerin
- Industrie- und Handelskammer Stade für den Elbe-Weser-Raum
- Industrie- und Handelskammer Neubrandenburg für das östliche Mecklenburg-Vorpommern

#### Ordentliche Mitglieder aus Polen
- Wielkopolska Izba Przemysłowo-Handlowa Poznań
- Dolnośląska Izba Gospodarcza Wrocław
- Zachodnia Izba Przemysłowo-Handlowa Gorzów
- Izba Gospodarcza „Śląsk“ Opole
- Północna Izba Gospodarcza Szczecin

#### Ordentliche Mitglieder aus Tschechien
- Krajská hospodářská komora Liberec
- Krajská hospodářská komora Ústeckého kraje
- Okresní hospodářská komora Děčin
- Okresní hospodářská komora Chomutov
- Okresní hospodářská komora Teplice
- Okresní hospodářská komora Most
- Okresní hospodářská komora Louny
- Okresní hospodářská komora Litoměřice

### Assoziierte Mitgliedschaft
Andere Industrie- und Handelskammern, Wirtschaftskammern und Wirtschaftsvereinigungen können assoziierte Mitglieder werden. Assoziierte Mitglieder sind:
- Deutsch-Polnische Industrie- und Handelskammer / Polsko-Niemiecka Izba Przemy-slowo-Handlowa
- Deutsch-Tschechische Industrie- und Handelskammer / Česko-Nĕmecká obchodní a průmyslová komora

## Organe
Die Organe der KEO sind das Präsidium, die Generalversammlung, die Geschäftsführung und die Ausschüsse.

### Präsidium
Die Generalversammlung wählt aus ihrer Mitte ein Präsidium, in dem jeder an der KEO beteiligte Staat über drei Sitze verfügt. Die Amtszeit des Präsidiums beträgt zwei Jahre. Wiederwahl ist zulässig.

### Generalversammlung
In der Generalversammlung sind alle ordentlichen Mitglieder mit je einem Sitz und einer Stimme vertreten. Assoziierte Mitglieder können an der Generalversammlung beratend teilnehmen. Die Generalversammlung entscheidet über alle Fragen von grundsätzlicher Bedeutung. Insbesondere beschließt sie die Leitlinien, die jährlichen Arbeitsschwerpunkte und Änderungen der Statuten.

### Geschäftsführung
Die Generalversammlung benennt ein ordentliches Mitglied für jeweils zwei Jahre zur geschäftsführenden Kammer. Der Hauptgeschäftsführer der geschäftsführenden Kammer führt als Generalsekretär die Geschäfte der KEO. Eine Wiederwahl ist zulässig. Zurzeit wird das Generalsekretariat von Gundolf Schülke geführt, dem Hauptgeschäftsführer der Industrie- und Handelskammer Ostbrandenburg.

### Ausschüsse
Die KEO verfügt über drei aktive Ausschüsse: Infrastrukturausschuss, Tourismusausschuss und Ausschuss für Fachkräftestrategien.

### Bisherige Präsidenten und Generalsekretäre der KEO
Präsidenten:
- 2000–2002: Klaus Hieckmann, IHK Magdeburg
- 2002–2004: Wiktor Pawlik, IHK Gliwice
- 2006–2007: Jaroslav Kopta, Krajská hospodářská komora Liberec
- 2007–2009: Michael Lohse, IHK Chemnitz
- 2009–2011: Zbigniew Sebastian, Dolnośląska Izba Gospodarcza we Wrocławiu
- 2011–2013: Jiří Aster, IHK Děčín
- 2013–2015: Klaus Olbricht, IHK Magdeburg
- 2016–2018:  Grzegorz Załoga, IHK Gorzów Wielkopolski
- 2018–2020:  Jiří Aster, IHK Děčín
- seit 2020:  Carsten Christ, IHK Ostbrandenburg

Generalsekretäre:
- 2000–2004: Hans-Jörg Schmidt-Trenz, Handelskammer Hamburg
- 2004–2006: Jan Eder, IHK Berlin
- 2006–2010: Wolfgang März, IHK Magdeburg
- 2011–2015: Hans-Jörg Schmidt-Trenz, Handelskammer Hamburg
- 2016–2019  Wolfgang März, IHK Magdeburg
- seit 2019:  Gundolf Schülke, IHK Ostbrandenburg

## Kooperationen
Die Kammerunion Elbe/Oder ist Kooperationspartner folgender Organisationen:
- Internationale Kommission zum Schutz der Oder gegen Verunreinigung
- Verein für europäische Binnenschifffahrt und Wasserstraßen e.V. (VBW)
- Inland Navigation Europe
- Elbe Allianz e.V.
- Internationale Kommission zum Schutz der Elbe
- Verein zur Förderung des Stromgebietes Oder/Havel e.V.